# Дело Соколовского
Де́ло Соколо́вского — судебный процесс в Екатеринбурге над видеоблогером Русланом Соколовским, обвиняемым по нескольким статьям Уголовного кодекса Российской Федерации, включая статью 148 УК РФ за «оскорбление чувств верующих». Изначальным поводом для возбуждения уголовного дела стал видеоролик, в котором блогер «ловил покемонов» в православном храме — играл в Pokémon Go в Храме на Крови в Екатеринбурге. 11 мая 2017 года Верх-Исетский районный суд Екатеринбурга приговорил Соколовского к 3 годам и 6 месяцам лишения свободы условно. 7 июля того же года Свердловский областной суд сократил ему условный срок до 2 лет и 3 месяцев. Согласно формулировке приговора, преступными являются, среди прочего, атеистические взгляды: «В видеосюжетах Соколовского присутствует информация, содержащая в себе признаки оскорбления чувств приверженцев христианства и ислама, формируемого через отрицание существования Бога».
Одним из последствий «ловли покемонов» в храме Соколовским стало внесение его в июле 2017 года в «Перечень организаций и физических лиц, в отношении которых имеются сведения об их причастности к экстремистской деятельности или терроризму» Росфинмониторинга, в связи с чем были арестованы все его банковские счета.

## Личность подсудимого
Руслан Гофиуллович Сайбабталов родился 20 октября 1994 года в Шадринске. Его мать — Елена Борисовна Чингина (род. в 1957), пенсионерка, ветеран труда, инвалид второй группы после операции по удалению раковой опухоли. Отец — Гофиулла Сунгатович Сайбабталов (1963—2002), скончался от сердечного приступа.
В 2012 году окончил среднюю общеобразовательную школу № 4 Шадринска, был лучшим выпускником 2012 года. В 2012 году поступил в Шадринский государственный педагогический университет на факультет технологии и предпринимательства, потом перевёлся в Уральский федеральный университет на юриста.
В 2013 году поменял из-за труднопроизносимости фамилию на «Соколовский» и отчество на «Геннадьевич». Имя его отца Гофиулла, но все его звали Геннадий, поэтому Руслан взял отчество «Геннадьевич».
По состоянию на 2016 год Соколовский был видеоблогером в YouTube, имеющим более 200 тысяч подписчиков.

## Ловля покемонов в храме
14 июля 2016 года телеканал «Россия 24» выпустил видеоролик о том, что в России за ловлю покемонов в чужой квартире, на избирательном участке, на границе или в храмах может последовать уголовное наказание. 11 августа Соколовский, обозревая данный телерепортаж, выложил на своём канале на YouTube видео, на котором он ловит покемонов в храме. Видео было снабжено типичными для канала Соколовского комментариями, в том числе, такими, как «я не словил, к сожалению, самого редкого покемона, которого можно было там добыть, — Иисуса».
После публикации видеоролика журналист информационного агентства Ура.ру Андрей Гусельников взял у Соколовского комментарий по поводу размещённых Соколовским видеороликов. После интервью Ура.ру опубликовало информацию о видеороликах Соколовского, отметив, что «адепты РПЦ» вполне могут расценивать видео, сделанное блогером, как «оскорбление чувств верующих». В заметке Гусельникова, опубликованной 19 августа, было сказано, что Ура.ру «обратилось к правоохранительным органам с просьбой провести проверку на предмет наличия в высказываниях блогера Соколовского признаков преступления, предусмотренного статьей 148 Уголовного кодекса РФ (действия, выражающие явное неуважение к обществу и совершенные в целях оскорбления религиозных чувств верующих)». Глава пресс-службы ГУВД Свердловской области Валерий Горелых в тот же день сообщил, что материалы по Соколовскому отправлены в центр по борьбе с экстремизмом для принятия процессуального решения. Обращение Ура.ру вызвало возмущение в русскоязычной блогосфере, расценившей его как донос. После этого выложенное Соколовским видео вызвало интерес у федеральных СМИ. 22 августа федеральный телеканал «Россия 24» рассказал зрителям, что «налицо» оскорбление чувств верующих — и со ссылкой на психиатра обнаружил у Соколовского психические заболевания. На «Рен-ТВ» материал назывался «Эксперт об инциденте в Храме-на-Крови: Покемоны вызывают галлюцинации». Оба сюжета видеоблогер прокомментировал в одном из своих видео.

## Уголовное дело

### Следствие и арест
В отношении видеоблогера было возбуждено уголовное дело по статье 148 Уголовного кодекса РФ. 2 сентября Соколовский был арестован и помещён в СИЗО сроком на 2 месяца. 8 сентября Соколовский был переведён под домашний арест, однако вскоре был возвращён в СИЗО из-за нарушений условий ареста, так как к нему пришла его девушка, чтобы поздравить с днём рождения. Всего за время следствия Соколовскому были вменены десять эпизодов уголовного дела по статье 148, 282 и 138.1 за другие видео, опубликованные на его канале, а также за найденную при обыске в его квартире ручку со встроенной видеокамерой.
13 февраля 2017 года Соколовский был возвращён под домашний арест, а его дело было передано в Верх-Исетский районный суд Екатеринбурга.
Следствие вёл следователь районного отдела Следственного комитета по особо важным делам Антон Досмагамбетов, позже перешедший на работу в Свердловское областное управление СК.

### Реакция

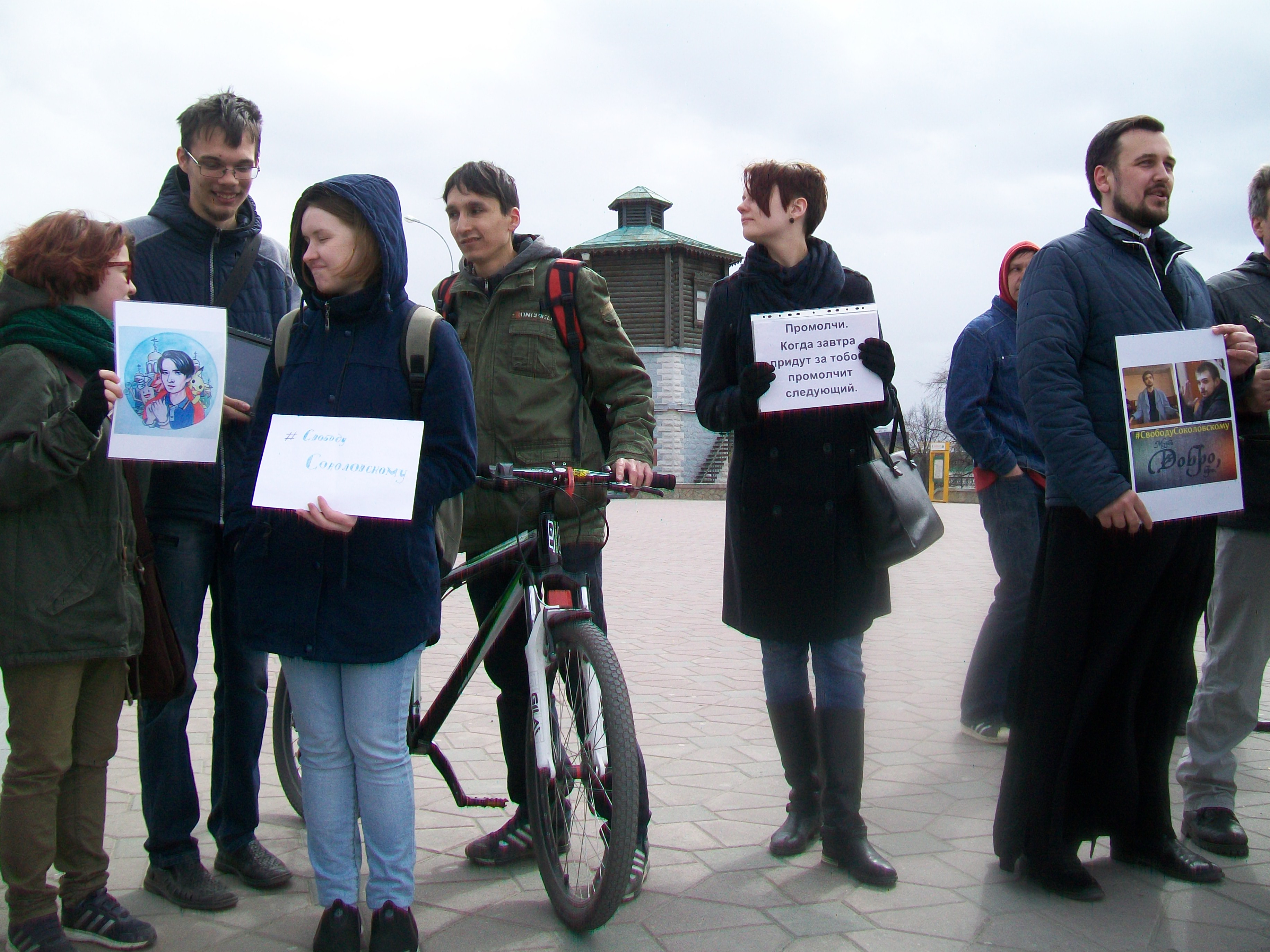
Сторонники Руслана Соколовского на пикете за его освобождение. Екатеринбург, 6 мая 2017 года

7 сентября 2016 года Amnesty International признала Руслана Соколовского, который в это время находился в следственном изоляторе в качестве подследственного, узником совести. Данный статус указывает на то, что «человек находится в заключении только из-за выражения своих взглядов, которые не совпадают с позицией властей». Правозащитники назвали «неправомерной и чрезмерной» такую меру наказания, как арест за совершение ненасильственных действий, и призвали немедленно освободить блогера и прекратить уголовное дело, которое директор организации по Европе и Центральной Азии Джон Дальхизен охарактеризовал как «фарсовое». 8 сентября мера пресечения подследственному была изменена на домашний арест.
В поддержку Соколовского выступили Владимир Познер, Алексей Навальный, Леонид Волков, Любовь Соболь, Пётр Верзилов и Александр Плющев.
Дмитрий «Энтео» Цорионов назвал задержание и арест Соколовского «безусловным благом».
5 сентября 2016 года Мария Баронова создала на сайте Change.org петицию с требованием отмены уголовного преследования за оскорбление чувств верующих, поводом для которой стал арест Руслана Соколовского. Баронова отметила, что данный закон противоречит нескольким статьям Конституции РФ и ставит под угрозу свободу вероисповедания.
5 декабря 2016 года правозащитная организация «Мемориал» признала Соколовского политзаключённым.
29 апреля 2017 года ассоциация «Свободное слово» опубликовала требование оправдать Соколовского. Авторы отметили неприемлемость уголовного преследования человека, выразившего личное отношение к тем или иным религиозным ценностям, и указали, что в сетевых публикациях блогера «нет каких бы то ни было провоцирующих призывов и они не представляют собой действия, „выражающего неуважение к обществу“ или сколько-нибудь угрожающего общественному порядку». Обращение подписали более 80 писателей, поэтов, сценаристов, публицистов, переводчиков и журналистов, в том числе Александр Архангельский, Алла Боссарт, Владимир Войнович, Алла Гербер, Олег Дорман, Игорь Иртеньев, Сергей Пархоменко, Григорий Пасько, Андрей Плахов, Лев Рубинштейн, Мария Рыбакова, Зоя Светова, Алексей Слаповский, Борис Соколов, Лев Тимофеев, Людмила Улицкая, Мариэтта Чудакова, Виктор Шендерович.
Евгений Ройзман отметил, что Соколовский, «конечно, провоцировал, но арестовывать человека за идиотизм, желание оттопыриться и невоспитанность нельзя». Ройзман призвал митрополита Екатеринбургского и Верхотурского Кирилла заступиться за блогера.

#### Позиция Русской православной церкви
Вскоре после призыва Ройзмана митрополит Кирилл (Наконечный) сообщил, что готов ходатайствовать, чтобы Соколовского выпустили на свободу. Официальный представитель Русской православной церкви Владимир Легойда, в свою очередь, сказал, что церковь «не жаждет крови молодого человека».
Епископ Среднеуральский и викарий Екатеринбургской епархии Евгений (Кульберг) осудил публикацию Соколовским видео о ловле покемонов в храме, отметив что «ужасает даже не тот факт, что этот молодой человек пришёл в церковь и понажимал на кнопки на своём телефоне, а то, что он снял репортаж уничижительного характера, в котором позволяет высказываться о церкви в пренебрежительном формате», а также выразил намерение встретиться с видеоблогером в правоохранительных органах и лично провести с ним беседу об уважении к религии. Заместитель председателя Синодального отдела по взаимоотношениям Церкви с обществом и СМИ Вахтанг Кипшидзе отметил, что «Россия является светским государством и мнение патриарха по делу Соколовского не имеет никакого значения для суда», а также выразив готовность предоставить церковных экспертов в случае необходимости их участия в процессе, если таковое сочтёт необходимым суд. Адвокат Соколовского обратился к Патриарху Московскому и всея Руси с письмом, в котором спрашивал, оскорбил ли чувства главы Русской православной церкви видеоролик Соколовского, «адресованный» непосредственно патриарху. В апреле 2017 года Кипшидзе ответил, что оскорбление чувств верующих устанавливается не путём опроса людей, а посредством назначенной судом или следствием экспертизы. В обоснование этого мнения была сделана ссылка на позицию Европейского суда по правам человека (дела «Лаутси против Италии» и «Отто Премингер против Австрии»). В письме был дан совет адвокату руководствоваться при защите Соколовского резолюцией Совета по правам человека ООН от 30 апреля 2007 года «Борьба против диффамации религии». Эта резолюция, в частности, рекомендовала всем странам «принять решительные меры с целью запрета распространения <…> материалов, направленных против любой религии или её последователей».

### Суд
13 марта 2017 года было начато судебное разбирательство. Дело рассматривала судья Верх-Исетского районного суда Екатеринбурга Екатерина Шопоняк. Признавать вину в инкриминируемых ему деяниях Соколовский отказался.
16 марта суд начал допрос свидетелей обвинения. В частности, в суде выступили несколько священнослужителей. Иерей Сергий Кунгуров из храма «Большой Златоуст» заявил, что Соколовский, «придя домой или в студию, умышленно сделал видеоролик, в котором он богохульствует. Таким образом он обижает многих людей». Помощник настоятеля храма «Большой Златоуст» Михаил Шипицын возмутился, что Соколовский сквернословил на видео. По словам данного свидетеля, он плакал после просмотра роликов Соколовского. 17 марта допрос свидетелей обвинения продолжился. Свидетель Илья Фоминцев рассказал об оскорбительном для него сравнении Иисуса с покемонами. Когда в зале суда зашёл разговор о расстреле царской семьи, Фоминцев заплакал. 27 марта в суде выступил тайный свидетель под псевдонимом «Фагиза Сулейманова». По её словам, Соколовский «отрицательно относится к разным религиям» и считает, что жизнь за рубежом «спокойнее».
28 марта суд перешёл к допросу подсудимого. Соколовский рассказал, как начал снимать ролики для YouTube и переехал из Шадринска в Екатеринбург. Он признал также, что его роликам присущ излишний максимализм. Во время допроса между Соколовским и судьёй Екатериной Шопоняк завязалась полемика: Шопоняк настаивала, что верующие более терпимы, поскольку простили Соколовского; Соколовский, в свою очередь, говорил, что атеисты более толерантны, отмечая, что некоторые верующие «обещали отрезать ему голову». Адвокат Соколовского Бушмаков объявил в социальной сети Facebook набор свидетелей защиты.
3 апреля в суде начался допрос свидетелей защиты. Первой была допрошена бывший советский диссидент, правозащитник и публицист Елена Санникова. Она объяснила суду, какие чувства, по её мнению, вызывает у истинного христианина ролик Соколовского о ловле покемонов в храме. Санникова заявила, что «любой человек, который делает что-то с целью оскорбить верующих, может вызвать только сострадание и жалость». Она процитировала первое послание Иоанна:
Кто говорит: «я люблю Бога», а брата своего ненавидит, тот лжец: ибо не любящий брата своего, которого видит, как может любить Бога, Которого не видит? И мы имеем от Него такую заповедь, чтобы любящий Бога любил и брата своего.
4 апреля в качестве свидетеля защиты выступил глава Екатеринбурга — председатель Екатеринбургской городской думы Евгений Ройзман. По словам Ройзмана, в роликах Соколовского его не устраивала только лексика. Он подчеркнул, что Бога оскорбить невозможно. Рознь, по мнению Ройзмана, подсудимый не разжигал.
В тот же день выступила свидетелем защиты адвокат Елена Макарова, которая сообщила, что является прихожанкой храма Большой Златоуст и когда-то пела в церковном хоре. Макарова заявила, что она отнеслась «безразлично» к просмотренному ей ролику Соколовского.
Запрещенный в служении (за то, что сообщил епископу о низких зарплатах священников) протодиакон Сергий (Смирнов) дал показания в защиту Соколовского, утверждая, что оскорбить чувства истинно верующего человека невозможно.
28 апреля в суде состоялись прения сторон. Обвинение попросило признать Соколовского виновным по всем пунктам обвинения и назначить наказание в виде 3,5 лет лишения свободы в колонии общего режима. Адвокат Бушмаков заявил, что уверен в полной невиновности подзащитного. В последнем слове Соколовский отказался признать свою вину, повторив, что он является атеистом, космополитом и либертарианцем, а опубликованные им ролики не преследовали цель оскорбления кого-либо по признаку религии или национальности.

### Приговор
11 мая 2017 года суд Екатеринбурга признал Соколовского виновным в возбуждении вражды, оскорблении чувств верующих, а также в незаконном обороте специальных технических средств и приговорил его к 3,5 годам лишения свободы условно с тремя годами испытательного срока; предписал осуждённому удалить все видеоролики, которые оскорбляют чувства верующих, и запретил участвовать в массовых мероприятиях. Суд не нашёл в деле отягчающих обстоятельств, учёл положительную характеристику, данную его матерью, и то, что сам он во время процесса попросил прощения у верующих за размещённую информацию и пересмотрел совершенные им действия.
Некоторые формулировки приговора привлекли внимание мировой прессы. Так, Би-би-си опубликовало подборку из «10 цитат из приговора Соколовскому»: «В видеосюжетах Соколовского присутствует информация, содержащая в себе признаки оскорбления чувств приверженцев христианства и ислама, формируемого через отрицание существования Бога»; «…признаки оскорбления чувств приверженцев христианства и ислама, формируемого через представление и наделение Иисуса Христа качествами ожившего мертвеца — зомби»; «…наделение Иисуса Христа качествами покемона, как героя не только компьютерной игры и мультипликационного сериала, но и представителя бестиария»; «Соколовский оскорбил многочисленные чувства разнообразных социальных групп не только в речевой форме, но и двигательной активностью лица».
Соколовский объявил, что в ближайшее время не будет заниматься видеоблогингом, а переключит усилия на участие в социальных проектах мэра Екатеринбурга Евгения Ройзмана.

#### Мнения
Глеб Павловский сравнил приговор с Вальпургиевой ночью, назвав Россию страной, в которой «действует маленькое теневое подполье разрушителей политической, общественной и гражданской жизни — эдакое гестапо по интересам». Александр Невзоров, в свою очередь, назвал приговор Соколовскому «приговором РПЦ, Гундяеву, Алфееву, Варсонофию и другим главарям этой конторы». По мнению Невзорова, приговор показал, что «РПЦ не имеет возможности просуществовать в цивилизованном мире, кроме как опираясь на статьи, дубинки, грубую силу, запуганных судей» и что это «полностью смертельно» для идеологии, основанной на словах о добре и любви.
Андрей Кураев заявил, что «Руслана Соколовского осудили по статье, которая запрещает возбуждение вражды к некой социальной группе. Однако под действие этой статьи с большими основаниями попадают действия самой Екатеринбургской епархии, которая причастна к этому судебному преследованию». По мнению Кураева, более справедливым было бы наказание в соответствии с ветхозаветным принципом «око за око», то есть «прямо в лицо и сказать ему: „Сам ты покемон!“».
Представители Большой хоральной синагоги в Санкт-Петербурге пригласили всех желающих ловить покемонов на территории и внутри здания. За пойманных покемонов пообещали награду — бутылку кошерного вина. Вскоре в синагоге был пойман первый покемон, а поймавший его студент Даниил Гуревич действительно получил в подарок кошерное вино. Впоследствии Гуревич заявил, что ему так понравилось в синагоге, что он придёт ещё — возможно, уже с более серьёзными целями. Соколовский упоминал такое отношение к ловле покемонов в синагоге при допросе свидетелей в суде.
Виталий Милонов заявил, что считает нужным запретить Соколовскому доступ к интернету и посещение общественных мероприятий. Он также назвал приговор слишком мягким и выразил надежду на исправление блогера.
Российский историк и религиовед, бывший профессор МГИМО Андрей Зубов сравнил дело против Соколовского с преследованием верующих в СССР. Он призвал РПЦ выступить с осуждением приговора, назвав позицию суда «неправильной, духовно вредной и противоположной духу христианства». Не умаляя важности уважительного отношения к чувствам других людей, он подчеркнул право на выражение своего мнения «даже в резкой и насмешливой форме».
15 мая Владимир Познер в своей телепередаче, напомнив, что в мотивировочной части приговора Соколовскому фигурировали слова об отрицании существования Бога, пожелал «получить исчерпывающие объяснения», нарушает ли атеизм Уголовный кодекс или нет, у патриарха Кирилла, главы Конституционного суда Валерия Зорькина и президента России Владимира Путина. Заместитель председателя Синодального отдела Московского патриархата по взаимоотношениям Церкви с обществом и СМИ Вахтанг Кипшидзе в ответ заявил, что в РПЦ уважают атеистов, ведь «и они сотворены по образу Божьему». По мнению Кипшидзе, приговор Соколовскому был вынесен вовсе не по причине его приверженности атеистическим взглядам.

#### Обжалование приговора в Свердловском областном суде
22 мая 2017 года защита Соколовского подала апелляционную жалобу на приговор, в которой попросила оправдать осуждённого. На период обжалования приговора в отношении Соколовского была избрана мера пресечения в виде подписки о невыезде. 7 июля 2017 года Свердловский областной суд частично удовлетворил апелляционную жалобу, сняв с Соколовского обвинение в незаконном обороте (оставил только «хранение») «шпионской ручки», и определил наказание в 2 года и 3 месяца лишения свободы условно, но с сохранением запрета на посещение массовых мероприятий.

#### Жалоба в ЕСПЧ
Защита Соколовского подала жалобу в ЕСПЧ. В январе 2020 года Павел Чиков сообщил, что ЕСПЧ коммуницировал жалобу по делу Соколовского.

## Последствия

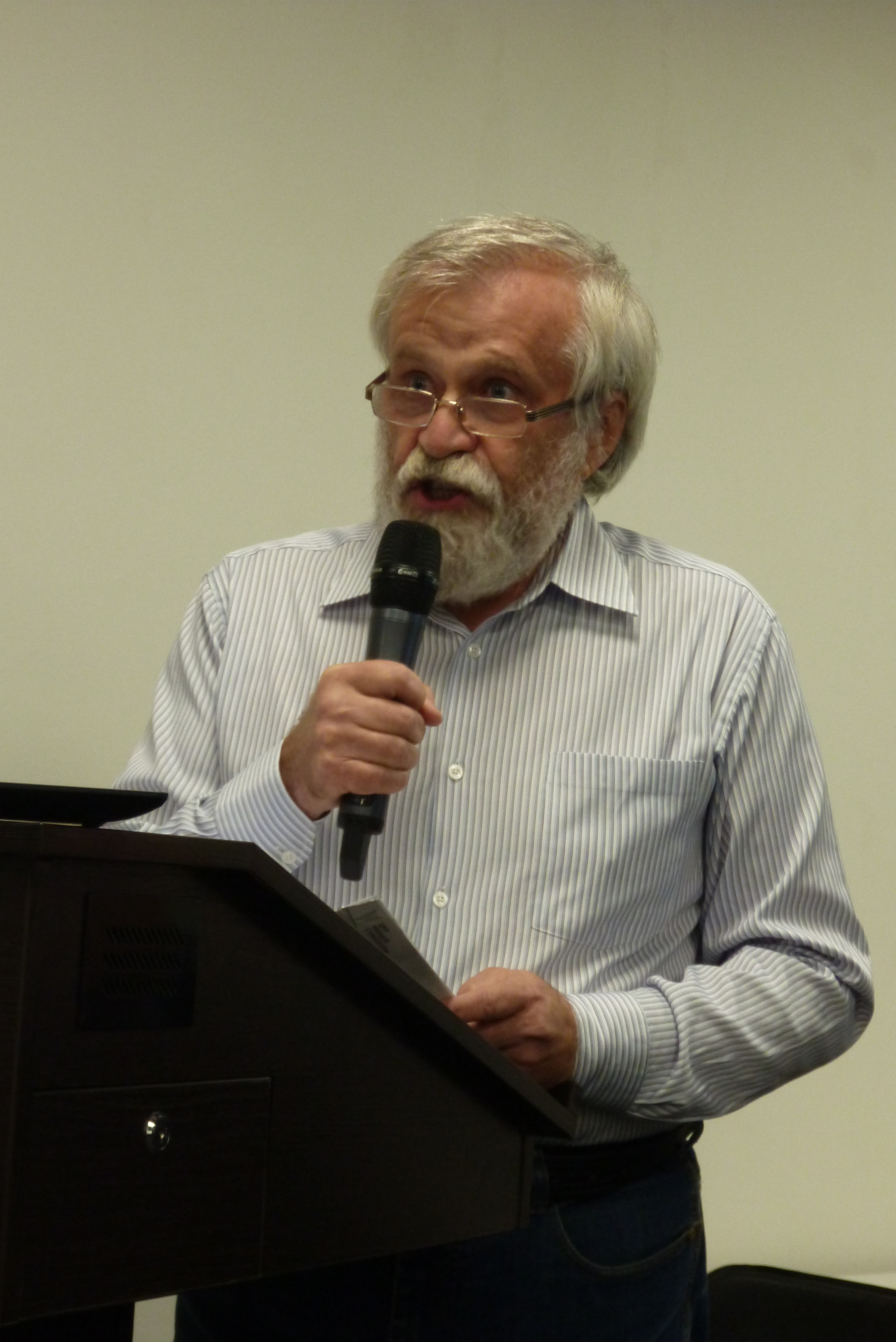
Алексей Мосин в Ельцин-центре (2018)

В июле 2017 года Соколовского внесли в «Перечень организаций и физических лиц, в отношении которых имеются сведения об их причастности к экстремистской деятельности или терроризму» Росфинмониторинга и арестовали все его банковские счета. Соколовский не смог зарегистрировать свою компанию «BitJournal Incorporation» в государстве Сент-Китс и Невис — власти этого государства сообщили ему о получении информации от Министерства иностранных дел Российской Федерации, что блогер включен в этот список.
После освобождения Соколовский заявил, что в связи с процессом «потерял все свои деньги». Этот убыток был фактически компенсирован художником Степаном Мянником из Санкт-Петербурга, который после возбуждения уголовного дела против Соколовского написал картину «с покемонами» и полученные от её продажи средства (около 500 тыс. рублей), уплаченные анонимным покупателем, перечислил осуждённому. Однако Соколовский обнаружил, что у него заблокированы все счета (в том числе электронные). Поэтому Соколовский не смог сделать денежные переводы в оплату текстов для журнала, который решил издавать. Блокировка счетов Соколовского осуществлена по решению Росфинмониторинга в рамках закона о противодействии финансирования терроризма.
За выступление на суде в защиту Соколовского пострадал заведующий кафедрой истории в Миссионерском институте Екатеринбургской епархии, профессор Уральского федерального университета Алексей Мосин. 4 апреля 2017 года на судебном заседании Мосин заявил, что ролики Соколовского не оскорбили его чувств. 7 апреля Мосин сообщил на своей страничке в Facebook, что его фамилия оказалась в «чёрном списке» издательского отдела Екатеринбургской епархии и из-за этого он больше не может публиковаться в православных изданиях, участвовать в православных радио- и телепередачах (Мосин регулярно выступал на православном телеканале «Союз» и принимал участие в передачах православной радиостанции «Воскресение»). Кроме того, по словам Мосина, на следующий день после его выступления в суде ректору Миссионерского института позвонил епископ Евгений (Кульберг) и поинтересовался, почему сотрудники института защищают Соколовского. По словам Мосина, ректор института попросила его не участвовать ни в каких либеральных акциях и не давать интервью СМИ, так как в таких случаях в епархиальных учреждениях принято получать благословение. После этого Мосин написал заявление об уходе из института по собственному желанию, которое было удовлетворено через два месяца — в июне 2017 года. Журналистку православного радио «Воскресение» Ксению Волянскую, которая многие годы делала радиопередачи с Мосиным, тоже попросили уволиться с радио.
30 апреля 2017 года на американском телеканале Fox вышел эпизод мультсериала «Симпсоны» «Looking for Mr. Goodbart», в котором Гомер ловит покемонов в здании протестантской «Первой церкви Спрингфилда». Данный эпизод подвергся критике со стороны некоторых представителей РПЦ, которые предположили, что создателей мультсериала вдохновила история Соколовского, и что показ этой серии «Симпсонов» может спровоцировать российскую молодежь на ловлю покемонов в храмах. Протоиерей Андрей Новиков назвал «Симпсонов» примером «мощной пропаганды» Голливуда, которая осуществляется с целью разложить общество. В результате показывающий в России «Симпсонов» телеканал 2x2 решил «не показывать контент, который может скомпрометировать канал и вызвать неоднозначную реакцию в обществе» и отказался от трансляции эпизода.

## Соколовский после осуждения
После назначения наказания Соколовский переехал в Санкт-Петербург. В мае 2019 года Куйбышевский районный суд Санкт-Петербурга снял с Соколовского судимость по статье 282 Уголовного кодекса Российской Федерации, и Соколовский получил право выезжать за границу.
В июне 2019 года Соколовский вышел на Красную площадь с пикетом против закона о неуважении к власти. В руках он держал плакат с упоминанием президента России. Сотрудники полиции задержали Соколовского, но вскоре отпустили. За эту акцию суд оштрафовал Соколовского на 15 тысяч рублей. 7 августа 2019 года Соколовский стал ведущим программы «Крипта» о криптовалютах на радио «Эхо Москвы».
В 2020 году Соколовский вместе с ещё семью блогерами улетел на необитаемый остров Мого-Мого (Панама) для участия в реалити-шоу телеканала ТНТ «Остров героев». 15 апреля 2021 года Соколовский и московский стрит-арт-художник выставили на продажу NFT-токен совместного граффити на крыше одной из московских высоток.